# Luiz Roberto Herbst
Luiz Roberto Herbst (Mafra, 19 de outubro de 1955) é um político brasileiro, filiado ao Partido do Movimento Democrático Brasileiro (PMDB).

## Carreira
Foi deputado à Assembleia Legislativa de Santa Catarina na 13ª legislatura (1995 — 1999) e na 14ª legislatura (1999 — 2003).
É presidente do Tribunal de Contas do Estado de Santa Catarina, cargo que assumiu em 2 de fevereiro de 2015.